# Super Trucks Racing
Super Trucks Racing (conocido en Europa y en Japón como Super Trucks) es un videojuego de carreras de camiones para PlayStation 2, desarrollado por el estudio británico Jester Interactive. Todos los conductores y la información del patrocinador se basan en la temporada 2002 de la serie de carreras Super Trucks.
Según el diseño de la caja europea, el juego se compara con TOCA en esteroides. Sin embargo, el arte de caja norteamericano se considera una versión simplificada del arte de caja visto en Europa. Todos los efectos visuales y las revisiones están ausentes en el lanzamiento de Norteamérica y se muestra la calificación "ESRB" en lugar de la calificación "ELSPA". La canción principal utilizada en el título de apertura es "Bug" de Echo Park, y es cantada en un heavy metal, un estilo por la banda Feeder. La mayoría de las otras canciones del juego se consideran música tecno al son de los motores mejorados a más de 196.3 kilómetros por hora. Esto hace que los camiones sean un poco más rápidos que sus contrapartes de la vida real, que están restringidos a un límite de velocidad máxima de 160.9 kilómetros por hora por razones de seguridad.

## Jugabilidad
Si bien el jugador no tiene que preocuparse por reabastecer de combustible su camión con gasolina, el jugador debe mantener la temperatura de sus frenos enfriándolos con agua. Se puede alternar una opción en el menú para que el juego pueda realizar esta tarea de forma manual o automática. Dado que no hay una cantidad ilimitada de agua para enfriar los frenos, incluso el enfriamiento automático de los frenos no garantiza automáticamente que las temperaturas de los frenos se mantengan frías en las carreras o sesiones de práctica más largas.
Estos camiones especializados son dieciocho ruedas que están modificados para competir en circuitos de carretera; la gran mayoría de estos cursos se encuentran en Europa (incluido el Circuito Paul Armagnac en Nogaro, Francia). Fórmula 1 - como la física y los giros dominan las pistas. Darlington Raceway (referido en el juego como "Autódromo de Darlington" sin razón aparente) se considera uno de los pocos campos de Norteamérica en el juego. Sin embargo, utiliza giros a la derecha y a la izquierda como un circuito de ruta en lugar del óvalo estándar utilizado para las carreras NASCAR. Todos los pilotos del mundo real que están en el juego son de origen europeo. Aunque se puede ver el pit lane mientras se conduce a través de la línea de salida / llegada, la entrada al pit lane está bloqueada y no se permiten paradas en boxes en ningún modo del juego.

## Modos de juego
| Nombre del Modo      | Descripción |
| -------------------- | --- |
| Campeonato           | El jugador debe guiar a su piloto elegido progresivamente a los campeonatos más difíciles. Se utilizan cinco campeonatos importantes con diferentes reglas. Los campeonatos más difíciles se desbloquean con victorias de campeonato en los torneos más fáciles.                                                  |
| Una Carrera          | Este modo consiste en competir contra un amigo o la CPU por los derechos de fanfarronear en un campo. Las pistas para competir en el "modo de carrera única" deben desbloquearse ganando su respectiva carrera en el "modo de campeonato". De lo contrario, el jugador está atrapado con tres pistas de carreras. |
| Modo Arcade          | El modo arcade viene con una sincronización especial de arcade similar a los juegos de carreras de la vieja escuela como Pole Position. |
| Modo Contrarreloj    | El tiempo en este modo se registra hasta por 100 horas (aproximadamente equivalente a 4.2 días) y un número ilimitado de vueltas. |
| Último Hombre de Pie | Diez pilotos deben competir entre sí hasta que solo quede un piloto. Sin embargo, esto debe desbloquearse antes de que se pueda seleccionar la opción. |

## Recepción
IGN describió el juego como un "soplo de aire fresco".